# On Stage (레인보우의 음반)
《On Stage》는 1977년 영국의 하드 록 밴드 레인보우가 발매한 첫 번째 더블 라이브 음반이다. 1976년 말 《Rising》 월드 투어 중 여러 독일과 일본 날짜에 걸쳐 라이브로 녹음되었다. 이 음반은 1977년 7월 7일 미국에서 먼저 발매되었고, 일주일 후인 7월 15일 영국에서 발매되었다.

## 녹음
이 녹음은 레인보우 쇼에 대한 관습적인 소개를 특징으로 하는데, 《오즈의 마법사》의 고전적인 인용구인 "토토: 나는 우리가 더 이상 캔자스에 있지 않다는 느낌이 들어. 우리는 무지개를 넘어야만 해!"라고 마지막 단어가 메아리처럼 반복되고, 실제 밴드는 〈Kill the King〉으로 진입하기 전에 〈Over the Rainbow〉라는 노래의 음악 구절을 연주한다.
많은 트랙들이 프로듀서 마틴 버치에 의해 서로 다른 날짜의 합체되었고, 러닝 순서는 바이닐의 네 면에 더 쉽게 맞도록 변경되었다.

## 반응
| 전문가 평가   | 전문가 평가   |
| 평가 점수     | 평가 점수     |
| 출처          | 점수          |
| ------------- | ------------- |
| AllMusic      | [ 2 ]         |
| Rolling Stone | (unfavorable) |

올뮤직의 제프 긴즈버그는 "《On Stage》는 훌륭한 노래들과 연주들로 가득 차 있지만, 왠지 그것은 초기 리치 블랙모어 콘서트들에서 존재했던 흥분의 일부가 부족합니다. 그 공연은 그저 평평합니다. 딥 퍼플의 《Burn》의 옆으로 긴 버전의 〈Mistrated〉와 같은, 여기와 다른 곳 어디에서도 발견될 수 없는 훌륭한 것들이 있다는 사실을 바꾸지 않습니다."
〈Kill the King〉이라는 노래는 스튜디오 음반을 위해 녹음되기 전에 이 음반에 등장했다. 스튜디오 버전은 1978년의 《Long Live Rock 'n' Roll》의 후속 발매에 등장한다.
당시 레인보우 콘서트의 더 대표적인 예로는 편집되지 않은 콘서트 공연이 포함된 1991년 발매된 《Live in Germany 1976》가 음반에는 투어의 주식인 〈Stargazer〉와 일반적인 앙코르 〈Do You Close Your Eyes〉가 모두 포함되어 있다.

## 곡 목록
| #  | 제목                                                    | 작사·작곡                                  | 재생 시간 |
| -- | ------------------------------------------------------- | ------------------------------------------ | --------- |
| 1. | 〈Kill the King〉                                       | 리치 블랙모어, 로니 제임스 디오, 코지 파월 | 5:32      |
| 2. | 〈Medley: Man on the Silver Mountain/Blues/Starstruck〉 | 블랙모어, 디오/블랙모어/블랙모어, 디오     | 11:12     |

| #  | 제목                  | 작사·작곡      | 재생 시간 |
| -- | --------------------- | -------------- | --------- |
| 3. | 〈Catch the Rainbow〉 | 블랙모어, 디오 | 15:35     |

| #  | 제목                          | 작사·작곡                   | 재생 시간 |
| -- | ----------------------------- | --------------------------- | --------- |
| 4. | 〈Mistreated (딥 퍼플 커버)〉 | 블랙모어, 데이비드 커버데일 | 13:03     |

| #  | 제목                               | 작사·작곡                | 재생 시간 |
| -- | ---------------------------------- | ------------------------ | --------- |
| 5. | 〈Sixteenth Century Greensleeves〉 | 블랙모어, 디오           | 7:36      |
| 6. | 〈Still I'm Sad (야드버즈 커버)〉  | 폴 샘웰스미스, 짐 매카티 | 11:01     |

## 인증
| 국가                       | 인증 | 판매량/출하량 |
| -------------------------- | ---- | ------------- |
| 일본 (RIAJ)                | 골드 | 100,000       |
| 영국 (BPI)                 | 실버 | 60,000^       |
| ^출하량을 기반으로 한 인증 |      |               |